# Gruppenbild mit Dame (Film)
Gruppenbild mit Dame ist ein deutsch-französisches Filmdrama von Aleksandar Petrović aus dem Jahr 1977. Der Film basiert auf dem gleichnamigen Roman von Heinrich Böll, der anfangs auch am Drehbuch mitwirkte. In den Hauptrollen spielen Romy Schneider als Leni Gruyten und Brad Dourif als Boris Koltowski. Zu den Protagonisten gehörten ferner Michel Galabru, Vadim Glowna, Richard Münch und Vitus Zeplichal.
Die Uraufführung des Films fand am 25. Mai 1977 auf den Filmfestspielen in Cannes statt, wo Aleksandar Petrović für die Goldene Palme nominiert war. Der französische Titel lautet Portrait de groupe avec dame.

## Handlung
Leni Gruyten ist die selbstbewusste Tochter eines Bauunternehmers. Leni muss in der Zeit des Nationalsozialismus immer wieder mit Verlusten fertigwerden, trotzdem hängt sie am Leben und bewahrt sich konsequent eine humanistische Grundhaltung. Als Leni ihren Cousin und Freund Erhard Schweigert, der in Dänemark als Soldat stationiert ist, besucht, unterbreitet dieser ihr, dass er beabsichtige nach Schweden zu desertieren, wohin Leni nachkommen solle. Da der Plan unausgegoren ist, scheitert er prompt und endet damit, dass Erhard, ebenso wie Lenis Bruder Heinrich, der ihn begleitet, erschossen wird. Leni kehrt nach Deutschland zurück. Nur wenig später stirbt ihre Mutter Helene. Ihr Vater Hubert, der eine Scheinfirma gegründet hatte, um den Nationalsozialisten zu schaden, wie er trotzig bekundet, kommt ins Konzentrationslager.
Leni, die nun allein auf sich gestellt ist, findet eine Anstellung in der Friedhofsgärtnerei von Walter Pelzer, wo sie Kränze für Gefallene bindet. Dort ergreift sie immer wieder Partei für den Russen Boris Koltowski, der als Kriegsgefangener schikaniert wird und mehr als einmal um sein Leben fürchtet. Leni kommt mit dem klugen und feinfühligen Ingenieur, der die deutsche Sprache beherrscht und hin und wieder poetische Verse von Trakl rezitiert, ins Gespräch und verliebt sich in ihn. Obwohl sich beide der Gefahr einer Entdeckung bewusst sind, genießen sie die Momente der Zweisamkeit, die ihnen vor allem beschert sind, wenn Bombenalarm ihre Arbeitskollegen in den nächsten Bunker flüchten lässt – und Leni wird schwanger.
Nach dem Krieg finden sich Boris und Leni wieder und Leni bringt einen Sohn zur Welt. Wieder ist es Walter Pelzer, der Leni, Boris und dem inzwischen aus dem Konzentrationslager entlassenen Hubert Gruyten hilft und sie als Arbeitskräfte einstellt. Dadurch, dass Boris einen Pass auf den Namen Alfred Bullhorst hat, wird er von der amerikanischen Militärpolizei festgenommen und kommt in französische Kriegsgefangenschaft. Dort kommt er bei einem Grubenunglück ums Leben. Lenis Vater stürzt bei einem Unfall am Bau zu Tode. Leni hat damit zu kämpfen, dass man sie als Russenliebchen beschimpft, wenn auch hinter vorgehaltener Hand.
1963 liegen mitten im Winter rote Rosen auf dem Grab von Alfred Bullhorst, die von den Eltern eines deutschen Soldaten dieses Namens dort hingelegt wurden, und gleichzeitig blühen rote Rosen auf dem Grab von Rachel Maria Ginsburg, die vor genau 20 Jahren starb. Ginsburg war Nonne und das Idol von Leni, die sich ihr stets hatte anvertrauen können. Schwester Klementine fragt Walter Pelzer um Rat, während Leni in einer Nachbarwohnung Klavier spielt und ihren imaginären Gästen anschließend selbst gebackene Kekse anbietet. Die Nachricht von den Rosen erreicht auch den Vatikan, woraufhin die Klosterschwestern die Gebeine von Rachel Maria Ginsburg exhumieren und verbrennen. Die aus einer jüdischen Familie stammende Nonne war im Kloster gefangen gehalten und beschuldigt worden, Schülerinnen verdorben zu haben. Sie war 1943 vor Hunger und Kälte gestorben.

## Produktionsnotizen
Es handelt sich um eine Produktion der Stella-Film GmbH (München), Cinema 77 Beteiligungs GmbH & Co. 4. Produktions KG (Berlin), Zweites Deutsches Fernsehen (ZDF, Mainz) sowie Productions Artists Associés (Paris).

## Unterschiede Film/Buch
Im Buch wird beschrieben, wie Leni Gruyten nach Erhard Schweigerts Tod den Unteroffizier Alois Pfeiffer heiratet. Dieser fällt bereits drei Tage nach der Hochzeit an der Ostfront. Diese Episode wird im Film ausgespart. Es wird auch nicht gezeigt, dass Lenis Sohn bei der Müllabfuhr arbeitet und sie sich in den Sechzigerjahren eine Wohnung mit Gastarbeitern teilt, wo sie eine Verbindung mit einem Türken eingeht und erneut schwanger wird. Im Roman tritt ein Erzähler auf, was im Film nicht der Fall ist, der pseudodokumentarische Erzählstil Bölls geht dadurch verloren. Auch die inhaltliche Breite des Romans wird nur bedingt aufgenommen.

## Veröffentlichung
In Österreich wurde der Film im Mai 1977 erstveröffentlicht, in der Bundesrepublik Deutschland am 26. Mai 1977 und in den USA im November 1980. Weitere Veröffentlichungen erfuhr der Film in Ungarn, Polen, Schweden und in Jugoslawien. Der englische Titel ist Group Portrait with Lady, alternativ Group Portrait with a Lady.
Der Film wurde am 19. September 2008 von Kinowelt Home Entertainment veröffentlicht und am 16. Mai 2012 von Studiocanal als Teil der „Romy Schneider Edition“.

## Kritik
Die Kritik war überwiegend negativ. Beispielhaft dafür steht die fundierte Besprechung von Ruprecht Skasa-Weiß, der die Mängel unter dem Titel „Kopf-Salat statt Gruppenbild“ deutlich benannte. Hellmuth Karasek schrieb im Spiegel, es müsse „schwer gewesen sein“, aus der Geschichte eine „nostalgische Schnulze von verbotener Liebe inmitten von Bombenhagel und Heimatfront-Elend“ zu machen, die „statt einer Handlung nur cineastischen Anstrengungsschweiß“ absondere. Petrović habe eine „Schnulze gedreht, deren slawische Seele er nach ‚Briederchen‘-Manier à la Ivan Rebroff“ habe ins „unfreiwillig Groteske“ wenden lassen, „teils aus Scham, teils aus ambitioniertem Unvermögen“.
Auch Marie Anderson von Kinozeit stimmte in den negativen Tenor ein und meinte, der Film sei im Wettbewerb um die Goldene Palme zu Recht „leer“ ausgegangen, „wenn man der Hauptströmung der damaligen Kritik folg[e], die die filmische Umsetzung des gefeierten und ausführlichst analysierten Buches, das einen Meilenstein innerhalb der Literaturgeschichte markiert [habe], schlichtweg als misslungen bezeichnete“. Anderson führte aus, es seien „keineswegs die beeindruckenden schauspielerischen Leistungen – allen voran Romy Schneider […] und der äußerst vielseitige Brad Dourif […] die den Film letztlich trotz einiger sehenswerter Ansätze zu einer Enttäuschung werden lassen, sondern die defizitäre Dramaturgie, der es nicht gelingt, die komplexe, sehr schön verwobene Geschichte der literarischen Vorlage angemessen und schlüssig zu transportieren, so dass selbst der Fokus auf die vielschichtige Figur der Leni, der sich recht ansprechend gestaltet, die bei Zeiten gar leicht konfusen Zusammenhänge nicht ausbalancieren kann“.
Bei PostModern Timp Liber ist Mihaela Matel der Meinung, dass es das Spiel von Romy Schneider sei, ihr ansteckendes Lachen und Weinen, manchmal übergehend in Ironie, das den Film trage, wenn man bedenke, dass Heinrich Böll zunächst kategorisch dagegen gewesen sei, dass sie die Rolle der Leni spiele. Der Film sei sehenswert, egal ob das Ende als angenehm oder unangenehm empfunden werde, werde man definitiv fasziniert sein, und das sei es ja schließlich, was man von einem Film erwarte.

## Auszeichnungen
Beim Deutschen Filmpreis 1977 erhielt der Film das Filmband in Silber in der Kategorie „Weitere programmfüllende Spielfilme“ sowie das Filmband in Gold für die beste darstellerische Leistung (an Romy Schneider).